# Elaphria statiuncula
Elaphria statiuncula là một loài bướm đêm trong họ Noctuidae.